# Masaki Okino
Masaki Okino (japanisch 沖野 将基 Okino Masaki; * 13. Dezember 1996 in Ōmura) ist ein japanischer Fußballspieler.

## Karriere
Okino erlernte das Fußballspielen in der Jugendmannschaft von Cerezo Osaka. Seinen ersten Vertrag unterschrieb er 2015 bei Cerezo Osaka. Der Verein spielte in der zweithöchsten Liga des Landes, der J2 League. Am Ende der Saison 2016 stieg der Verein in die J1 League auf. Für den Verein absolvierte er zwei Ligaspiele. 2019 wechselte er zum Drittligisten Blaublitz Akita. Mit Blaublitz feierte er 2020 die Meisterschaft der dritten Liga und den Aufstieg in die zweite Liga.

## Erfolge
Cerezo Osaka
- Japanischer Ligapokalsieger: 2017
- Japanischer Pokalsieger: 2017

Blaublitz Akita
- Japanischer Drittligameister: 2020  ▲